# Sint-Remacluskerk (Verviers)

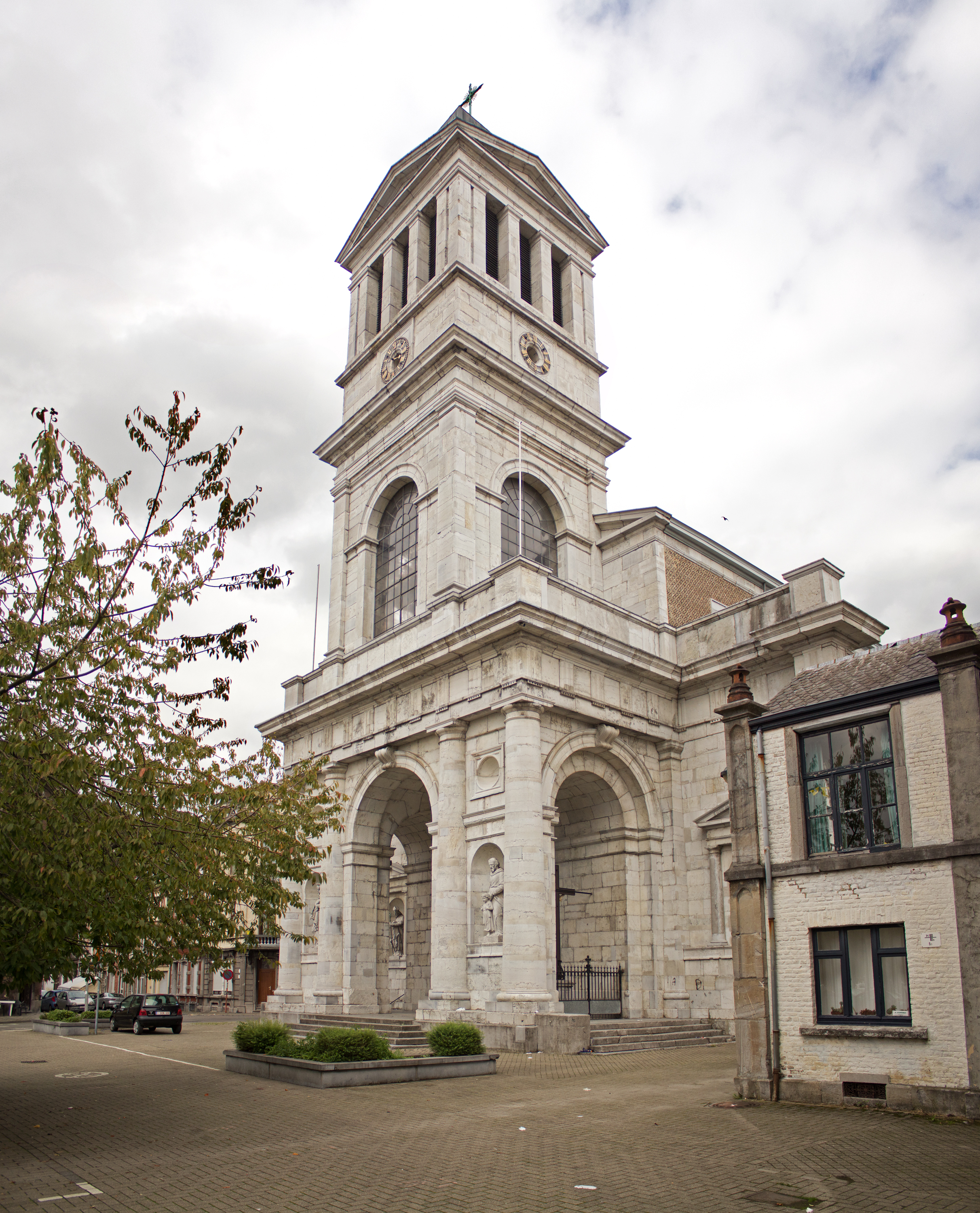
Sint-Remacluskerk

De Sint-Remacluskerk (Église Saint-Remacle) is een parochiekerk in de Belgische stad Verviers, gelegen aan het Place Saint-Remacle.

## Geschiedenis
Tot in de 19e eeuw was de Sint-Remaclusparochie de enige parochie van Verviers. De oude kerk bevond zich aan de Markt (Marché) nabij het stadhuis. Het was een 15e-eeuwse kerk die in de 17e eeuw nog gerestaureerd werd, maar ondertussen in slechte staat verkeerde. Het driebeukige pseudobasilicale bouwwerk had een halfingebouwde vierkante toren, gedekt door een tentdak. Het was vanwege de onveiligheid zelfs niet meer toegestaan om er erediensten te houden.
Er werden plannen ontvouwd om een nieuwe kerk op de plaats van de oude te bouwen, maar deze werden eerst door politieke verwikkelingen, zoals de Belgische Revolutie, vertraagd, terwijl er ook een strijd zich afspeelde tussen voor- en tegenstanders van een kerk op de oude plaats. Uiteindelijk bood de textielfabrikant Raymond de Biolley een stuk grond aan waarop de kerk zou worden gebouwd.
De oude kerk werd in 1838 ingericht als wolmagazijn voor de industrieel Raymond de Biolley om in 1882 gesloopt te worden. Ondertussen was de nieuwe kerk, waaraan van 1834-1838 gebouwd werd, gereed gekomen. Deze was gebouwd aan de toenmalige oostrand van de stad. Het waren Edouard en Raymond De Biolley die, gezien de industriële ontwikkeling van de stad, de bouw van deze monumentale kerk sterk hebben gestimuleerd.

## Gebouw
Het betreft een streng neoclassicistisch bouwwerk met een monumentale voorgebouwde toren. De voorgevel en de toren zijn uitgevoerd in witte kalksteen. Het achterliggende driebeukige schip is gebouwd in baksteen, met kalkstenen omlijstingen. De architecten die zich met het ontwerp van deze kerk hebben bezig gehouden waren: J.P. Cremer uit Aken, Lebas uit Parijs, en Auguste Marie Viroux.
Het interieur van de kerk is monumentaal van opzet. Het is voorzien van een cassetteplafond en van Toscaanse pilaren. De altaren zijn van 1669 en 1775. Het hoofdaltaar wordt omgeven door de beelden van de vier kerkleraren. 
De preekstoel heeft aan de voet de beelden van Sint-Eduard en Sint-Raymundus, de beschermheiligen van de reeds genoemde begunstigers van de kerk. Zij bieden aan Sint-Remaclus het ontwerp van de kerk aan.
Achter de preekstoel bevinct zich een beeld van Sint-Remaclus, van 1693. Bij het doksaal is ook een beeltenis van Sint-Severinus te vinden, welke schutspatroon van de wevers is. Dit refereert aan de belangrijke wolindustrie, waar ook deze kerk uit voortgekomen is.